# Plasmobates asiaticus
Plasmobates asiaticus är en kvalsterart som beskrevs av Aoki 1973. Plasmobates asiaticus ingår i släktet Plasmobates och familjen Plasmobatidae. Inga underarter finns listade i Catalogue of Life.